# Rodkov
Rodkov (in tedesco Rotkau) è un comune ceco situato nel distretto di Žďár nad Sázavou, nella regione di Vysočina.